# Nea Lehtola
Nea Emilia Lehtola (* 24. Oktober 1998 in Vimpeli) ist eine finnische Fußballspielerin und A-Nationalspielerin.

## Karriere

### Vereine
Aus der Jugend des Mehrspartensportvereins Tampereen Ilves hervorgegangen, rückte Lehtola zur Spielzeit 2016 in die erste Mannschaft auf. In der Naisten Liiga, der bis 2019 unter diesem Namen höchsten Spielklasse, bestritt sie 62 Punktspiele, in denen sie vier Tore erzielte. Ihr Debüt im Seniorinnendebüt gab sie mit Beginn der Spielzeit am 1. April 2016 bei der 1:3-Niederlage im Heimspiel gegen PK-35 Vantaa mit Einwechslung für Heidi Rannikko in der 75. Minute.
Es war ihr erstes von 19 Punktspielen (einschließlich der Spiele in der unteren Finalserie nach der regulären Spielzeit) in ihrer Premierenspielzeit; im ersten Spiel der unteren Finalserie, am 3. September 2016 erzielte sie beim 3:3-Unentschieden im Auswärtsspiel gegen die NiceFutis aus Pori mit dem Treffer zum 1:1 in der 42. Minute ihr erstes Tor im Seniorinnenbereich. In der Folgespielzeit wurde sie ebenfalls in 19 Punktspielen (einschließlich der oberen Finalserie) eingesetzt und in ihrer letzten Spielzeit bestritt sie alle 24 Punktspiele.
Von 2019 bis 2022 spielte sie für den Ligakonkurrenten HJK Helsinki und gewann am Ende ihrer Premierenspielzeit mit der Mannschaft das Double (Meisterschaft und Vereinspokal).
Mit Bekanntgabe ihrer Verpflichtung vom dänischen Erstligisten Brøndby IF am 28. Juli 2022, bestritt sie vom 7. August 2022 (1. Spieltag) bis zum 16. Juni 2024 (10. Spieltag) 37 Punktspiele, in denen ihr drei Tore gelangen. Am 26. Juni 2024 verließ sie die Mannschaft, mit der sie das Finale um den Gjensidige Kvindepokalen, der nationale Vereinspokal, eine Woche zuvor gegen den FC Nordsjælland mit 1:2 verloren hatte.
Seit August 2024 spielt sie für den norwegischen Erstligisten SK Brann. Nachdem sie in der ersten Spielzeit in zehn Punktspielen eingesetzt worden war, wurde sie in der Folgespielzeit 14 Mal in diesen berücksichtigt.

### Nationalmannschaft
Lehtola kam als Nationalspielerin für den finnischen Fußballverband (SPL) zunächst in der Nachwuchsnationalmannschaft der Altersklasse U19 zum Einsatz. Sie wurde am 5. April 2016 in Eibergen im ersten Spiel der EM-Qualifikationsgruppe C beim 2:1-Sieg über die U19-Nationalmannschft von Belarus mit Einwechslung für Iida Laakkonen in der 69. Minute berücksichtigt. Auch im dritten Spiel am 10. April 2016, beim 1:1-Unentschieden gegen die U19-Nationalmannschaft der Niederlande kam sie zum Einsatz. Im zweiten Anlauf für die angestrebte Teilnahme an der altersbezogenen und vom 8. bis 20. August 2017 in Nordirland vorgesehenen Europameisterschaft bestritt sie zuvor jeweils drei Spiele der ersten und zweiten Qualifikationsrunde. Am 20. September 2016 gelang ihr beim 3:0-Sieg über die U19-Nationalmannschaft Islands in Kaarina im letzten Spiel der Gruppe 6 mit dem Treffer zur 1:0-Führung in der 15. Minute ihr erstes Länderspieltor.
Für die U20-Nationalmansnchaft spielte sie einzig am 10. Dezember 2017 bei der 1:10-Niederlage im Freundschaftsspiel gegen die US-amerikanische U20-Nationalmannschaft in Lakewood Ranch.
Nachdem sie im Jahr 2018 für die U23-Nationalmannschaft drei und für die B-Nationalmannschaft zwei Länderspiele bestritten hatte, debütierte sie am 8. März 2020 in der A-Nationalmannschaft. Es war das erste Spiel im Turnier um den Zypern-Cup, das sie mit ihrer Mannschaft mit 2:3 gegen die Nationalmannschaft Kroatiens in Larnaka verlor. Zu ihrem zweiten A-Länderspiel kam sie erst am 10. April 2023 beim 2:0-Sieg im Freundschaftsspiel gegen die Nationalmannschaft der Slowakei. Ein weiteres in Freundschaft ausgetragenes Länderspiel folgte am 26. Juni 2025 bei der 1:2-Niederlage gegen die Nationalmannschaft der Niederlande in Leeuwarden.
Zuvor jedoch wurde sie im dritten Spiel der EM-Qualifikationsgruppe A1 eingesetzt (0:1 vs. Niederlande am 31. Mai in Rotterdam), wie auch in jeweils zwei Play-off-Spielen der ersten und zweiten Runde gegen die Nationalmannschaften Montenegros und Schottlands eingesetzt. In beiden Rückspielen, die in Tampere ausgetragen wurden, erzielte sie gegen beide Mannschaften jeweils ein Tor. Ein weiteres gelang ihr im letzten von sechs Spielen der Gruppe A3 im Wettbewerb der Nations-League beim 1:1-Unentschieden gegen die Nationalmannschaft Serbiens mit der 1:0-Führung in der 71. Minute.
Dem Kader für die Europameisterschaft 2025 zugehörig, kam sie in allen drei Spielen der Gruppe A zum Einsatz.

## Erfolge
HJK Helsinki
- Finnischer Meister 2019
- Finnischer Pokalsieger 2019

Brøndby IF
- Dänischer Pokal-Finalist 2024